# 願行寺
願行寺（がんぎょうじ）は、奈良県吉野郡下市町、秋野川左岸の御坊山麓にある寺。浄土真宗本願寺派、山号は至心山。下市御坊という。

## 歴史
当寺は本願寺三世覚如の長子存覚の廟のあった古御坊を明応年間に八世蓮如が現在地に移建し吉野地方の布教拠点としたものである。存覚は南北朝時代の康永2年（1343年）から貞和5年（1349年）の間しばしば大和国に赴いており、この頃当地へ下向したと考えられる。
蓮如は明応4年（1495年）春に下市に願行寺を建立したとされる（蓮如上人拾塵記）。寺蔵の金泥九字名号は明応3年（1494年）に堺信証院に安置されていたもので、これを本尊としたのであろう。蓮如はこれ以前の応仁2年（1468年）に高野山から十津川を経て当地を巡錫し、要地伝道の拠点として当寺の基を開いている。
蓮如は明応2年（1493年）に多くの末寺を従えて帰参した勝恵に11女妙勝を配して勝林坊の号を授けた。勝恵は一時山城三栖に住したが妙勝が明応9年（1500年）に没したので、13女妙祐を娶り当寺の住持となった。以来勝恵の坊号を持って寺号としていたようである。明応7年（1498年）7月に本願寺九世実如より下付された寺蔵の阿弥陀如来絵像の裏書には「大和国吉野郡御領之郷秋野川」と書かれるのみで勝恵の坊号や願主名はなく、蓮如が開いたのち勝恵が住するまでの明確なことはわかっていない。願行寺の寺号は天文19年（1550年）の裏書を持つ寺蔵の実如絵像が初見である。
天正6年（1578年）10月11日、吉野門徒の拠点であった当寺は織田方の筒井順慶によって飯貝の本善寺とともに焼討ちにあった。また本願寺の東西分派に際しては西本願寺方に従った。戦国時代より江戸時代を通じて一家衆として大和国では本善寺とともに特別な地位にあり、往時は大和・近江・摂津の本願寺派など70余ヵ寺を末寺に寺内にも3ヵ寺を置いて寺役に当たらせるなど中本山として寺運盛大であった。
江戸幕府は境内一町五畝、山林四町四段七畝を除地とし、代官交代の際には表裏両門に制札を掲げて保護した。また享保年間には寺領御坊山の薬草園に幕府の採薬師植村佐平治を遣わせ指導させている。

## 境内
本堂・蓮如堂・輪蔵・鐘楼・大中書院・客殿・庫裏は室町時代末から江戸時代中期の建築。本堂は焼討ち後の天正年間の再建でその後も大修理が加えられているが、古風な形式を留める本格的な浄土真宗寺院の遺構として貴重なものである。
書院南側の庭園は218平方メートルの準平庭で奈良県指定名勝。穏健な石組みを主とした枯山水庭園で、室町時代末期の築造庭園機構の一つとして知られる。

## 寺宝
- 書画
  - 九字名号 (明応3年 <1494年> 11月8日) [1]
  - 阿弥陀如来絵像 (明応6年 <1497年> 9月12日) [1]
  - 蓮如上人御影 (明応9年 <1500年> 12月21日) [1]
- 梵鐘 (永禄10年 <1567年> 10月21日 堀内守俊寄進) [1]